# 임실 강씨
임실 강씨(任實康氏)는 전북특별자치도 임실군을 본관으로 하는 한국의 성씨이다.

## 역사
시조 강리(康理)는 1408년(조선 태종 8년) 문과에 급제하여 박천군수(博川郡守)를 지냈다고 한다.